# Acanthogonatus subcalpeianus
Espèce
Synonymes
- Mygale subcalpeiana (Nicolet, 1849)
- Stenoterommata guttulatum (Simon, 1886)

Acanthogonatus subcalpeianus est une espèce d'araignées mygalomorphes de la famille des Pycnothelidae.

## Distribution
Cette espèce est endémique du Chili. Elle se rencontre dans les régions des Lacs et des Fleuves.

## Description
Le mâle décrit par Goloboff en 1995 mesure 13,12 mm et la femelle 17,43 mm.

## Systématique et taxinomie
Cette espèce a été décrite sous le protonyme Mygale subcalpeiana par Nicolet en 1849. Elle est placée dans le genre Brachythele par Simon en 1889, dans le genre Tryssothele par Simon en 1903 puis dans le genre Acanthogonatus par Raven en 1985.

## Publication originale
Nicolet, 1849 : Aracnidos. Historia física y política de Chile. Zoología, vol. 3, p. 319-543.